# Рибальченко Михайло Андрійович
Михайло Андрійович Риба́льченко (нар. 7 листопада 1909, Луганськ — пом. 19 лютого 1998, Харків) — український живописець, графік, майстер монументально-декоративного мистецтва; член Спілки радянських художників України з 1938 року. Заслужений діяч мистецтв УРСР з 1968 року.

## Біографія
Народився 25 жовтня [7 листопада] 1909 року в місті Луганську (нині Україна). У 1927—1931 роках навчався в Харківському художньому інституті (вчителі з фаху — Микола Бурачек, Михайло Шаронов, Семен Прохоров, Олексій Кокель, Іван Северин, Анатолій Петрицький).
Брав участь у німецько-радянській війні, отримав інвалідність. Нагороджений медалями «За перемогу над Німеччиною» (9 травня 1945), «За бойові заслуги» (8 червня 1967). 
Член ВКП(б) з 1949 року. У 1948—1951 роках викладав в Харківському художньому інституті, доцент з 1949 року. Жив у Харкові в будинку на вулиці Культури, № 20, квартира № 1. Помер у Харкові 19 лютого 1998 року.

## Творчість
Працював в галузі станкового живопису і станкової графіки, у 1930-х роках створював пропагандивні плакати, картини на революційні теми. Сереж робіт:
- «Зміна. Шахтарі» (1931);
- «Спуск до шахти» (1932, у співавторстві з Олександром Любимським);
- «Білі в місті» (1937, у співавторстві з Олександром Любимським);
- «Після відступу» (1937);
- «Тарас Шевченко серед казахів» (1940, олія);
- «Малий Тарас слухає розповідь свого діда про Коліївщину» (1940, олія);
- «Шляхами війни» (1947, у співавторстві з Олександром Любимським);
- «Іван Франко і Леся Українка на Закарпатті» (1956, автолітографія);
- «Зустріч з Ольгою Кобилянською на квартирі Івана Франка» (1956, автолітографія);
- «На світанку» (1957);
- «Тарас Шевченко з сестрою Яриною» (1961, літографія);
- «Тарас Шевченко, Марко Вовчок і Іван Тургенєв» (1961, літографія);
- «Тарас Шевченко з російськими письменниками і революційними демократами у Петербурзі» 1960—1961, олія; у співавторстві з Олександром Любимським);
- «Думи мої, думи...» (1964, луногравюра; у співавторстві з Олександром Любимським та Борисом Ваксом);
- «Дитинство Тараса» (1964, луногравюра; у співавторстві з Олександром Любимським та Борисом Ваксом);
- «Вербичка» (1964, луногравюра; у співавторстві з Олександром Любимським та Борисом Ваксом);
- «Солдати» (1967, у співавторстві з Олександром Любимським);
- «В думах про майбутнє» (1967);
- «Не можна забути» (1968, у співавторстві з Олександром Любимським);
- «Сувора юність» (1968);
- «Зорі назустріч» (1968, у співавторстві з Олександром Любимським);
- «Вогняні роки» (1969, у співавторстві з Олександром Любимським);
- «Соняшники. Після дощу» (1970);
- «Первісток» (1971, у співавторстві з Олександром Любимським);
- «Змагання» (1977, у співавторстві з Олександром Любимським);
- «Юніори» (1980, у співавторстві з Олександром Любимським);
- «Літо» (1980, у співавторстві з Олександром Любимським);

панно
- «Дубровський» (1935, за романом «Дубровський» Олександра Пушкіна);
- «Збирання яблук» на Всесоюзній господарській виставці в павільйоні УРСР у Москві (1939, у співавторстві з Олександром Любимським);
- «Тарас Шевченко серед російських письменників-демократів» (у співавторстві з Олександром Любимським; Шевченківський національний заповідник);

Брав участь у всеукраїнських виставках з 1931 року, всесоюзних з 1967 року. Персональна виставка віблулася у 1996 році у Харкові.